# Кенси-Бас
Кенси́-Бас (фр. Quincy-Basse) — коммуна во Франции, находится в регионе Пикардия. Департамент коммуны — Эна. Входит в состав кантона Вик-сюр-Эн. Округ коммуны — Лан.
Код INSEE коммуны — 02632.

## Население
Население коммуны на 2010 год составляло 58 человек.
| 1962 | 1968 | 1975 | 1982 | 1990 | 1999 | 2010 |
| ---- | ---- | ---- | ---- | ---- | ---- | ---- |
| 58   | 54   | 53   | 59   | 60   | 68   | 58   |

## Экономика
В 2010 году среди 37 человек трудоспособного возраста (15—64 лет) 26 были экономически активными, 11 — неактивными (показатель активности — 70,3 %, в 1999 году было 73,2 %). Из 26 активных жителей работали 23 человека (13 мужчин и 10 женщин), безработных было 3 (2 мужчин и 1 женщина). Среди 11 неактивных 4 человека были учениками или студентами, 5 — пенсионерами, 2 были неактивными по другим причинам.